# Gardawice
Gardawice (niem. Gardawitz) – dzielnica Orzesza. W latach 1945–1954 i 1973-1975 miejscowość była siedzibą gminy Gardawice. Według danych z 31 grudnia 2006 r. dzielnicę Gardawice zamieszkuje 1859 osób.

## Nazwa
Nazwa miejscowości wywodzi się od staropolskiej nazwy *gordъ - gród oznaczającej „umocnienie, ogrodzoną osadę” o charakterze obronnym. Niemiecki nauczyciel Heinrich Adamy w swoim dziele o nazwach miejscowych na Śląsku wydanym w 1888 roku we Wrocławiu jako najstarszą nazwę wymienia ją w formie „Grod” podając jej znaczenie „Burgdorf” czyli w języku polskim „Umocniona wieś”. Nazwa została później fonetycznie zgermanizowana na Gardawitz w wyniku czego utraciła swoje pierwotne znaczenie.

## Historia
Dawna wieś rycerska, istniejąca już w XIV w. Nazwa Gardawice pochodzi od nazwiska rodu rycerskiego Gardawskich, właścicieli wsi do 1566 r., po których odziedziczyła ją rodzina Wyplerów. Miejscowość często zmieniała właścicieli, należała m.in. do Henryka Twardawy, Jerzego Januszewskiego, Adama Zborowskiego, rodu Winklerów. W 1934 r. ziemie Gardawic (311 ha) zakupiło Przedsiębiorstwo Osadnicze „Ślązak” i dokonało parcelacji wsi między drobnych nabywców.
Niegdyś istniał w Gardawicach zamek będący siedzibą jej właścicieli, do dziś zachował się wzniesiony na jego miejscu pałac. W 1771 r. istniała w Gardawicach karczma i szkoła, a spis ludności z 1864 r. podaje, że Gardawice zamieszkiwało wówczas 206 rodzin w 110 domach.
W latach 1753–1830 funkcjonowała huta szkła, w której wytwarzano m.in. żyrandole.
Podczas plebiscytu w 1921 r. oddano 507 głosów, 4 unieważniono. 419 osób głosowało za Polską, a 84 za Niemcami.
3 września 1939 żołnierze Wehrmachtu po wkroczeniu do wsi zamordowali trzy osoby.
W latach 1954–1963 wieś należała i była siedzibą władz gromady Gardawice, po przeniesieniu siedziby gromady i zmianie jej nazwy w gromadzie Zawiść. 
Włączone zostały do Orzesza w 1975, wcześniej były siedzibą gminy Gardawice.
W Gardawicach działa klub sportowy LKS Gardawice z sekcją piłki nożnej, który powstał w 1933 r.
Od 1875 r. w Gardawicach działa Ochotnicza Straż Pożarna.
W 1981 r. w Gardawicach powstała parafia św. Maksymiliana Marii Kolbego. W 1986 r. rozpoczęto budowę nowego kościoła, którego konsekracja odbyła się 19 maja 1991 r.